# Ça se discute
Cet article possède un paronyme, voir Ça se dispute.
 (août 2018).
Si vous disposez d'ouvrages ou d'articles de référence ou si vous connaissez des sites web de qualité traitant du thème abordé ici, merci de compléter l'article en donnant les références utiles à sa vérifiabilité et en les liant à la section « Notes et références ».
Ça se discute et Ça se discute jour après jour sont deux émissions de télévision françaises diffusées sur France 2 du 12 septembre 1994 au 24 juin 2009, produites et présentées par Jean-Luc Delarue.

## Historique
Initialement, l'émission doit être intitulée Tam-Tam. À partir du 12 septembre 1994, La formule de Ça se discute se compose de deux émissions hebdomadaires distinctes, consacrées à un même thème. Le lundi soir est consacré aux opinion favorables ou encore les « pour » et le mardi, elle concerne les avis opposés ou les « contre », jusqu'en juin 1995. Puis, « pour » et « contre » s'expriment dans une seule émission diffusée le mardi soir durant la saison 1995-1996 et enfin, à partir de septembre 1996 le mercredi soir en deuxième partie de soirée vers 22 h 20 et parfois, en prime-time.

## Principe
Elles se consacrent à un sujet de société précis, autour duquel plusieurs invités font partager leur expérience par le biais de témoignages sur le plateau et de reportages. Des psychologues sont également présents sur le plateau, pour expliquer et résoudre certains problèmes soulevés pendant l'émission.

## Audience
Jusqu'en 2008, Ça se discute est classé comme la deuxième partie de soirée la plus performante de la chaîne et parmi les programmes les plus appréciés du public. L'émission a en effet reçu un 7 d'or en 2000. La même année, elle réalise ses meilleures audiences : jusqu'à 47,7% des téléspectateurs. En 2003, elle gagne un deuxième 7 d'or avec les votes du public pour la "meilleure émission de société". Ensuite, l'audience est passée de 26 % en janvier 2002 à 12 % en janvier 2009. À la suite d'une chute d'audience en 2009, l'émission est supprimée. Le dernier numéro de Ça se discute est diffusé le 24 juin 2009.

## Générique et logotype

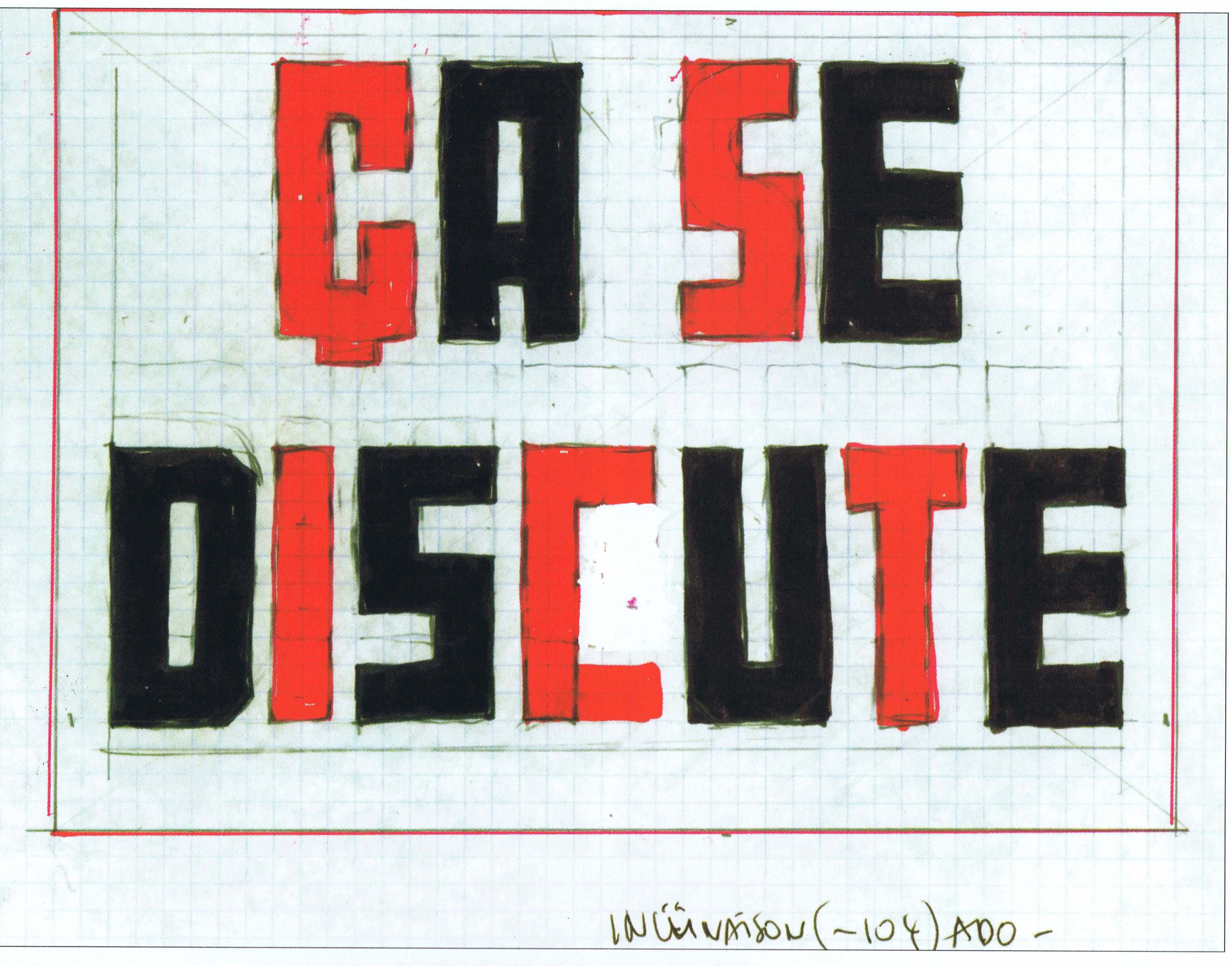
Dessin original du générique de l'émission de Jean-Luc Delarue par Étienne Robial.

La musique du générique est composée par Guem, percussionniste.

Le générique est une adaptation du morceau le Serpent, dont la version originelle est disponible sur le disque Percussions.
Le logotype de l'émission est dessiné par Étienne Robial et mis en image avec le réalisateur Mathias Ledoux. Le présentateur n'a découvert son générique que le jour de la première diffusion. 

## Décor
Du 12 septembre 1994 au 28 juin 2006, le plateau se situe au Studio 102 de la Maison de la Radio à Paris, avec les moyens techniques de France 102 Studio, filiale de TDF.
De septembre 2006 à juin 2009, à la suite du démarrage des travaux de réhabilitation de la Maison de la Radio, les tournages ont lieu sur le plateau 1000 des Studios de la Montjoie à la Plaine-Saint Denis, avec les moyens techniques de VCF.
Les sièges des personnes invitées à débattre était jugés "inconfortables", mais cela était voulu par la production, pour éviter qu'ils ne s'avachissent, jugés irrespectueux pour les téléspectateurs.

## Episodes
La chaine possède depuis 2015, une chaine YouTube et contient 916 vidéos, dont 162 émissions complètes. En 2025, elle cumule plus de 100 millions de vues.